# Shahhat
Shahhat (tiếng Ả Rập: شحات) là một đô thị thuộc quận Al Jabal al Akhdar ở đông bắc Libya. Đô thị cổ Cyrene nằm tại vị trí Shahhat hiện nay. Đô thị nằm cách Al Bayda 15 km (10 m) về phía đông.